# Xã Riverside, Quận Trego, Kansas
Xã Riverside (tiếng Anh: Riverside Township) là một xã thuộc quận Trego, tiểu bang Kansas, Hoa Kỳ. Năm 2010, dân số của xã này là 79 người.